# Fasciosminthurus cugnyi
Fasciosminthurus cugnyi is een springstaartensoort uit de familie van de Bourletiellidae. De wetenschappelijke naam van de soort is voor het eerst geldig gepubliceerd in 1987 door Nayrolles.